# Instituto Sueco de Biología Racial

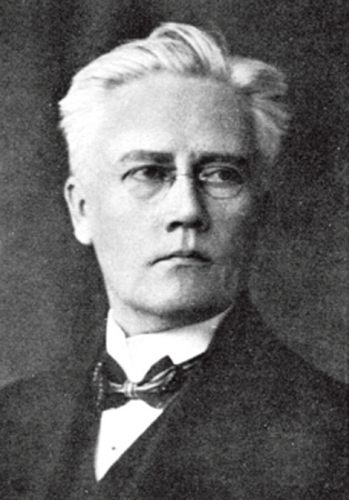
Herman Lundborg, primer director del instituto.

El Instituto Sueco de Biología Racial o, en sueco, Statens institut för rasbiologi (también conocido abreviadamente como Rasbiologiska institutet, o por su sigla SIFR) fue una institución fundada en Upsala en 1922 con el objeto de dotar de base científica a medidas de eugenesia racial y se administró de forma completamente independiente hasta 1958.
La junta estaba conformada por el director del instituto, que también era profesor de biología racial en la Universidad de Upsala, y ocho miembros, dos de los cuales eran designados por el rey de Suecia, dos provenían de la Sociedad Académica de Upsala, dos de la Sociedad Académica de Lund, un miembro del claustro docente del Instituto Karolinska y otro de la escuela superior de agronomía. Según los estatutos de la institución, su misión era "llevar a cabo investigaciones científicas en el campo de la biología racial, poniendo especial énfasis en el pueblo sueco y en las condiciones particulares de Suecia". También correspondía al instituto divulgar e impartir la enseñanza de la biología racial. El instituto cerró en 1958 y sus actividades pasaron a la universidad.
El instituto se creó en 1920, a raíz de una moción en el Riksdag firmada por parlamentarios de todos los partidos políticos, incluidos el sindicalista agrarista Nils Wohlin y el psiquiatra socialdemócrata Alfred Petrén. Todo indica que la moción para su creación fue de la autoría del profesor asociado Herman Lundborg, que acabó siendo el primer director del instituto.
El propio Lundborg presentaba Suecia como "el primer país civilizado del mundo" en formar un instituto de biología racial, cosa que el historiador británico Paul Weindling desmentiría: tanto Inglaterra como Noruega, Estados Unidos y Rusia ya contaban con dichas instituciones, la primera de ellas fundada en Inglaterra en 1905.
El Instituto contaba con un amplio apoyo entre los intelectuales suecos, que cambiarían de opinión, cuestionarían su cientificidad y devendrían antinazis frente al ascenso del nazismo. 
A Lundborg le sucedería en 1935 Gunnar Dahlberg, un médico con una visión muy crítica de la biología racial como ciencia. Dahlberg ni siquiera aceptaba el concepto de raza y lo que pretendía era avanzar en la investigación sobre la herencia biológica, lejos de todo prisma racial.

## Antecedentes

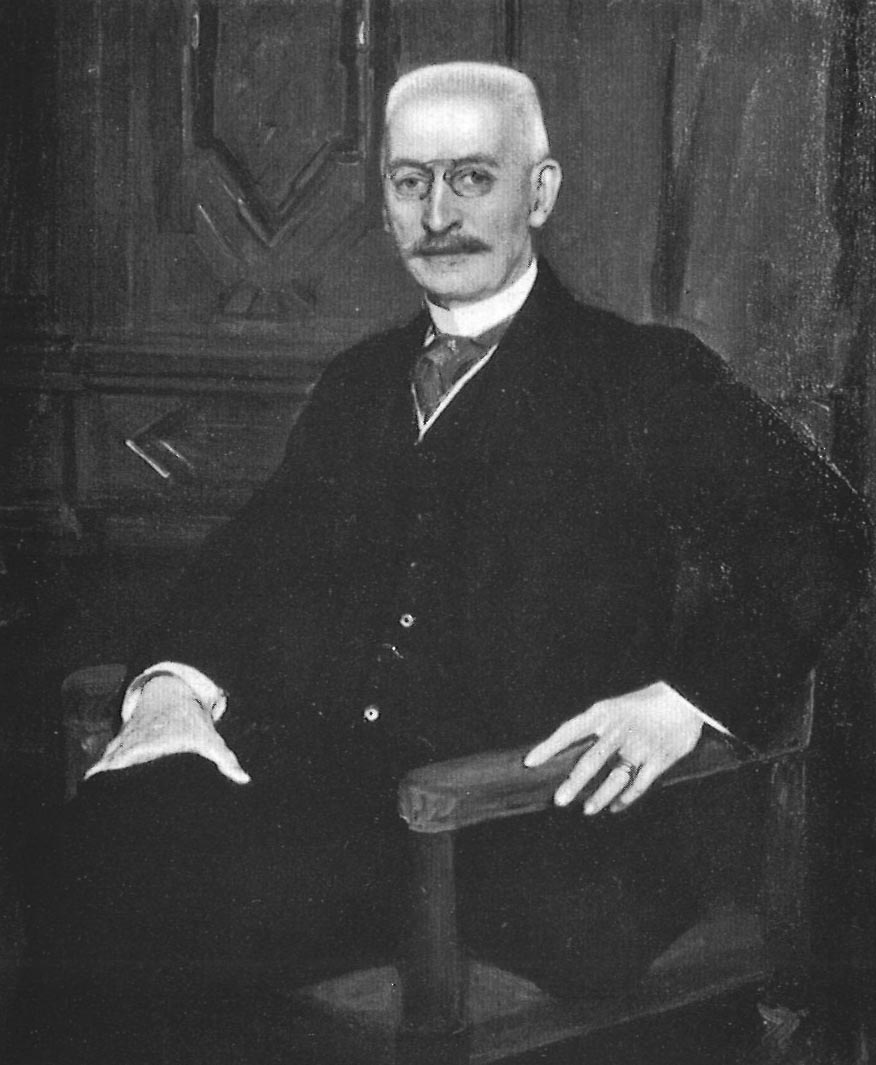
Wilhelm Leche, retratado por Oscar Björck.

Ya en 1909 se forma la Sociedad Sueca de Higiene Racial. Entre otros, Wilhelm Leche preside la junta; Olof Kinberg es vicepresidente y Vilhelm Hultkrantz, secretario. Durante la década de 1920 se habla mucho en Suecia del llamado peligro de degeneración (degenerationsfaran): el presunto deterioro del material humano (folksmaterialet) y la "intoxicación del cuerpo social". Existe la preocupación de que las personas con características "peores" tengan más hijos que las personas con antecedentes económicos, sociales y culturales "adecuados" y que los suecos acaben teniendo a largo plazo los rasgos que están peor considerados. 
En 1919, Gaston Backman organizó en la Academia de las Artes de Estocolmo la Exposición Sueca de Tipologías Humanas en la que participaron muchos fotógrafos suecos de renombre, como Borg Mesch, Henry B. Goodwin y John Hertzberg, y que se presentó posteriormente también en otros lugares del país. Paralelamente a la exposición, tuvo lugar una serie de conferencias en la Academia de Música de Estocolmo que fue impartida por el facultativo Herman Lundborg y por otros biólogos racialistas. La muestra fotográfica captó mucha atención y fue un éxito entre el público.
El viernes 13 de mayo de 1921, se aprobó en ambas cámaras del parlamento el proyecto de ley para la creación de un Instituto Sueco de Biología Racial. Un breve debate antecedió a esta decisión en la segunda cámara, sin que hubiese debate alguno en la primera. Tras la decisión del parlamento había una moción, que había sido presentada en las dos cámaras el 13 de enero de 1920 y estaba firmada por destacados políticos como el socialdemócrata Hjalmar Branting y el derechista Arvid Lindman. La moción se aprobó el 28 de abril del mismo año. Luego tuvo lugar una investigación parlamentaria que recomendó la creación del instituto y que se remitió a las universidades en el otoño de 1920. La creación del instituto de biología racial contó con el apoyo político de todos los partidos del arco parlamentario.
La moción fue redactada por el diputado socialdemócrata Wilhelm Björck, el catedrático de anatomía de Uppsala Vilhelm Hultkrantz, Herman Lundborg (que más tarde se convertiría en director del instituto) y su hombre de confianza Robert Larsson. Entre los parlamentarios destacados estaban el estadístico Nils Wohlin (de la Unión Nacional Agraria de Suecia) y los socialdemócratas Edvard Wavrinsky y Alfred Petrén.
Los primeros en adherirse a la moción fueron Alfred Petrén y Wilhelm Björck. En la Segunda Cámara, aparte de Björck, se adhirieron a la misma tanto el socialdemócrata Hjalmar Branting como el líder de derecha Arvid Lindman, además de liberales destacados como Jacob Pettersson, Raoul Hamilton y Knut Kjellberg . Así, los apoyos al proyecto representaban a todo el espectro político.

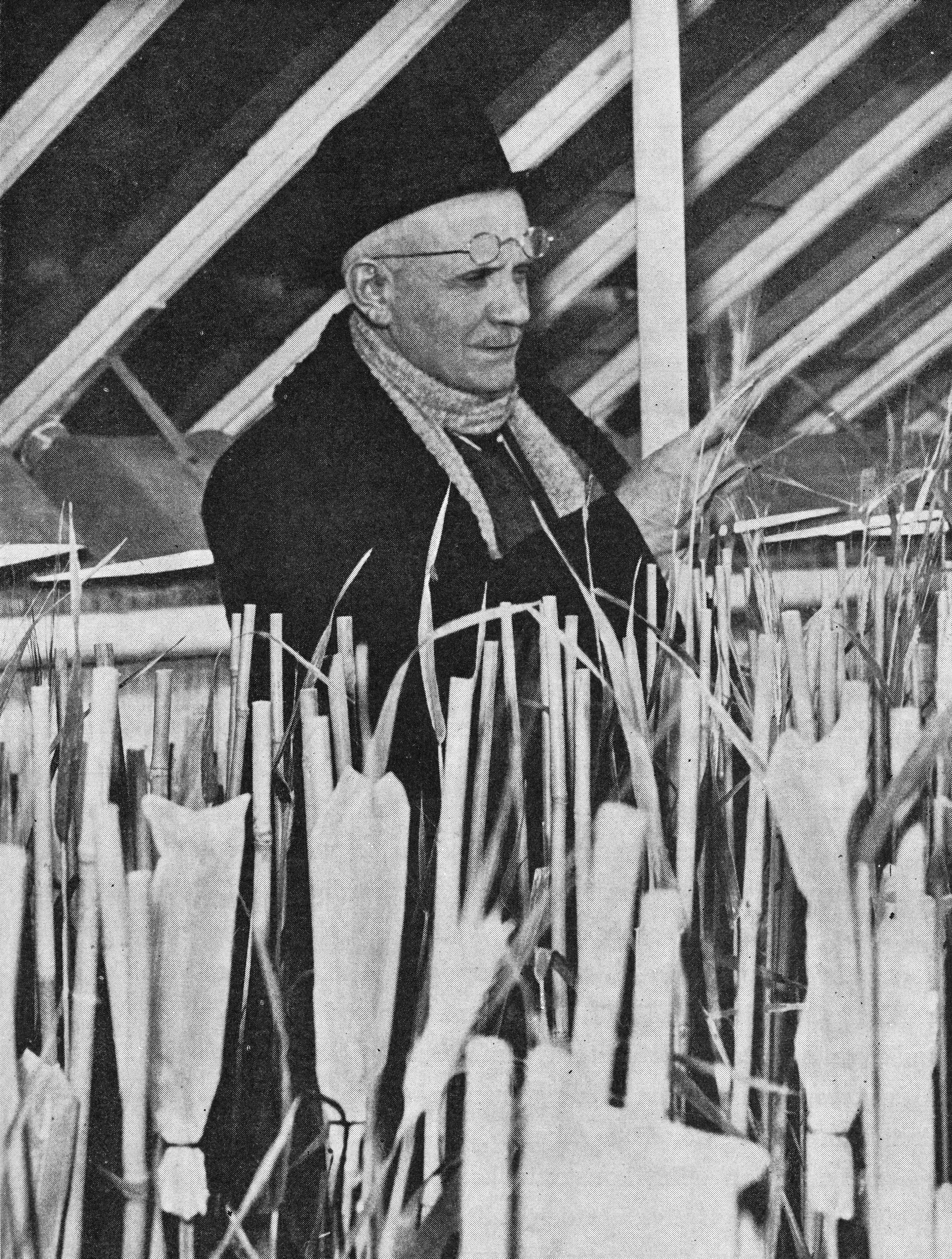
Herman Nilsson-Ehle, catedrático de genética de la Universidad de Lund.

Destacados académicos suecos no pertenecientes al parlamento también se sumaron en el apoyo a la moción. Uno de los más destacados fue Herman Nilsson-Ehle, distinguido genetista reconocido a nivel internacional, especializado en el mejoramiento de gramíneas. Otras figuras relevantes fueron Frithiof Lennmalm (experto en enfermedades nerviosas, Instituto Karolinska), Torsten Thunberg (fisiólogo, Lund), Carl Magnus Fürst (anatomista, Lund) y los docentes Nils von Hofsten (experto en zoología/genética, Uppsala) y Nils Heribert-Nilsson (experto en botánica/genética, Lund). La moción parlamentaria también incluía un anexo donde la facultad de medicina de la Universidad de Uppsala elogiaba las investigaciones de Lundborg.

## Funcionamiento del instituto

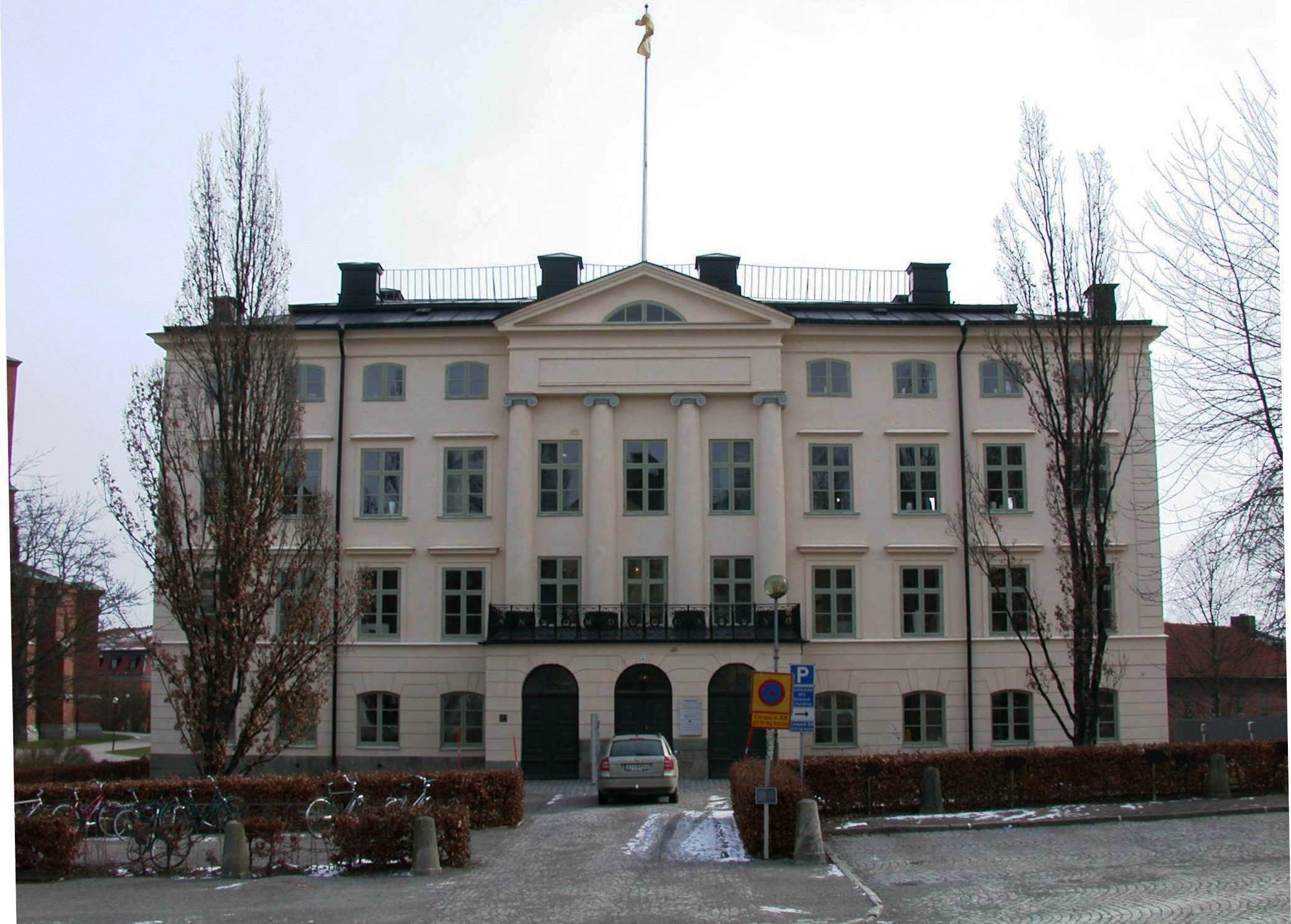
Folkskoleseminariet de Uppsala. Hoy en día es la llamada Casa del deán.

### Sede y empleados
El instituto era totalmente independiente. Estuvo hasta 1937 ubicado en el antiguo Folkskoleseminariet de Uppsala, edificio posteriormente conocido como Casa del Deán. Después de funcionar transitoriamente en el edificio del hospital del regimiento de Uppland, tuvo sede propia en el centro de Uppsala, en el número 24 de la calle Västra Ågatan, hasta el día de su cierre. Además del director del instituto, entre los empleados había un estadístico (y subdirector), un biólogo racial adjunto, un antropólogo, un genealogista y dos asistentes de campo.

### 1922-1935
Bajo la dirección de Lundborg, tuvo lugar una investigación de biología racial en 100.000 sujetos suecos que fue presentada en 1926 y, en versión abreviada, se convirtió en un libro de texto para la escuela secundaria titulado Svensk raskunskap (raciología sueca). El libro fue retirado en 1935.
Los fines oficiales del instituto consistían en investigar la biología de Suecia desde un punto de vista racial estudiando las condiciones de vida y las posibilidades de desarrollo de diferentes familias y otros grupos de población, para hacer deslinde entre la influencia de la herencia biológica y la influencia ejercida por el entorno en lo tocante a los individuos, las familias y las poblaciones. Asimismo era un fin investigar la naturaleza heredable de las enfermedades y caracterizar los rasgos humanos normales. Solo mediante esta investigación a largo plazo, se creía que podrían hallarse "las causas profundas del delito, el vicio, el alcoholismo, las enfermedades mentales" y poder sacar a plena luz "otras infranormalidades". De esta manera, el instituto, en nombre del estado, se afanó por lograr "cimientos teóricos sólidos para una higiene racial de precisión y una política de población racional".
Por medio de viajes por todo el país, se fue recopilando una gran cantidad de materiales primarios que se procesarían científicamente con la ayuda de métodos de trabajo provenientes de la medicina, la biología, la estadística, la antropología y la genealogía. En 1926, el instituto publica el primer trabajo importante sobre la "naturaleza racial" del pueblo sueco, donde juega un papel destacado el estadístico del instituto Sten Wahlund. El instituto también publicó Meddelanden från Statens institut för rasbiologi (Noticias del Instituto Sueco de Biología Racial).

### 1935-1938
Tras asumir Dahlberg el cargo de director en 1935, las actividades del instituto pasaron a enfocarse en la biología racial y en investigaciones de medicina social y de medicina genética. Ese mismo año, Dahlberg también asume el puesto de catedrático de biología racial en la Universidad de Uppsala. Bajo la dirección de Dahlberg, el instituto pasó a adquirir un enfoque menos simplista de la biología racial, centrándose más en investigar la herencia biológica, que se consideraba socialmente útil como herramienta para majorar la salud pública. En 1939, el instituto puso en marcha un departamento para el estudio de la herencia biológica.
Después de 1939, Bertil Lundman (que posteriormente llegaría a docente) se encontraba en activo en el instituto. Ese año, escribe en el anuario de la Föreningen Heimdal (la asociación de estudiantes conservadora de la Universidad de Upsala) lo siguiente:
"Simple y llanamente, debe haber ocurrido que las tribus nórdicas, que constituían los indoeuropeos, eran rabiosamente conscientes de su superioridad física y psicológica y no toleraron ningún mestizaje. (...) Un elemento de sangre gitana, incluso fuertemente mestizado, a menudo se aprecia patentemente destructivo para el individuo en el nivel moral (menos intelectual). (...) Desgraciadamente, por ahora, la higiene racial apenas alcanza para mantener razonablemente a raya la degeneración en sus peores grados".

## Su final como instituto independiente
Jan Arvid Böök sucedió a Dahlberg como director del instituto en 1956, año de la muerte de este. En 1958, cambia de nombre y sus actividades quedan vinculadas a las de la universidad, a la que se integra como Departamento de Medicina Genética. Actualmente participan diversos departamentos en las investigaciones sobre genética de la Universidad de Upsala. Los tres últimos estudiantes de doctorado del Instituto Sueco de Biología Racial fueron Gunnar Smårs, Sture Rayner y Lars Beckman.